# Verneuil-sur-Serre
Verneuil-sur-Serre és un municipi francès situat al departament de l'Aisne i a la regió dels Alts de França. L'any 2007 tenia 269 habitants.

## Demografia

### Població
El 2007 la població de fet de Verneuil-sur-Serre era de 269 persones. Hi havia 104 famílies de les quals 24 eren unipersonals (4 homes vivint sols i 20 dones vivint soles), 32 parelles sense fills, 40 parelles amb fills i 8 famílies monoparentals amb fills.
La població ha evolucionat segons el següent gràfic:
Habitants censats

### Habitatges
El 2007 hi havia 112 habitatges, 106 eren l'habitatge principal de la família, 1 era una segona residència i 5 estaven desocupats. 111 eren cases i 1 era un apartament. Dels 106 habitatges principals, 91 estaven ocupats pels seus propietaris i 15 estaven llogats i ocupats pels llogaters; 3 tenien dues cambres, 13 en tenien tres, 31 en tenien quatre i 60 en tenien cinc o més. 64 habitatges disposaven pel capbaix d'una plaça de pàrquing. A 44 habitatges hi havia un automòbil i a 57 n'hi havia dos o més.

### Piràmide de població
La piràmide de població per edats i sexe el 2009 era:
| Homes | Edats   | Dones |
| ----- | ------- | ----- |
| 0     | 95 o +  | 0     |
| 0     | 90 a 94 | 0     |
| 0     | 85 a 89 | 4     |
| 0     | 80 a 84 | 0     |
| 0     | 75 a 79 | 4     |
| 8     | 70 a 74 | 0     |
| 0     | 65 a 69 | 4     |
| 8     | 60 a 64 | 16    |
| 8     | 55 a 59 | 4     |
| 8     | 50 a 54 | 8     |
| 8     | 45 a 49 | 20    |
| 8     | 40 a 44 | 0     |
| 12    | 35 a 39 | 12    |
| 16    | 30 a 34 | 16    |
| 0     | 25 a 29 | 8     |
| 13    | 20 a 24 | 8     |
| 8     | 15 a 19 | 0     |
| 4     | 10 a 14 | 8     |
| 8     | 5 a 9   | 8     |
| 4     | 0 a 4   | 12    |

## Economia
El 2007 la població en edat de treballar era de 171 persones, 132 eren actives i 39 eren inactives. De les 132 persones actives 119 estaven ocupades (63 homes i 56 dones) i 13 estaven aturades (4 homes i 9 dones). De les 39 persones inactives 16 estaven jubilades, 15 estaven estudiant i 8 estaven classificades com a «altres inactius».

### Ingressos
El 2009 a Verneuil-sur-Serre hi havia 104 unitats fiscals que integraven 264 persones, la mediana anual d'ingressos fiscals per persona era de 18.666 €.

### Activitats econòmiques
Dels 3 establiments que hi havia el 2007, 1 era d'una empresa de construcció, 1 d'una empresa immobiliària i 1 d'una empresa de serveis.
Dels 2 establiments de servei als particulars que hi havia el 2009, 1 era un guixaire pintor i 1 agència immobiliària.
L'any 2000 a Verneuil-sur-Serre hi havia 8 explotacions agrícoles que ocupaven un total de 540 hectàrees.

## Equipaments sanitaris i escolars
El 2009 hi havia una escola elemental integrada dins d'un grup escolar amb les comunes properes formant una escola dispersa.

## Poblacions més properes
El següent diagrama mostra les poblacions més properes.